# Mamary Traoré
Mamary Traoré (né le 29 avril 1980 à Paris) est un footballeur franco-malien qui joue pour l'AEL Kallonis dans le championnat grec de Bêta Ethnikí (D2).

## Biographie
Mamary Traoré est formé au club de Montpellier.
Il joue ensuite à Naval en D2 portugaise, et au Grenoble Foot 38 en Ligue 2 française. 
En 2005, il rejoint la Grèce, et le club de l'AO Proodeftiki, puis celui du GS Kallithéa, dans le championnat de Bêta Ethnikí (D2).
Après un passage à l'AS Bamako, au Mali, il retrouve en 2009 la Grèce en s’engageant avec le club d'Ethnikos Asteras puis celui de l'AEL Kallonis.
Mamary Traoré est membre de l'équipe nationale du Mali lors de la Coupe d'Afrique des nations 2004. Il compte sept sélections en équipe nationale de 2003 à 2004.